# Liberation (carattere)
Liberation è il nome collettivo di tre famiglie di caratteri TrueType: Liberation Sans, Liberation Serif e Liberation Mono.
La famiglia è dimensionalmente compatibile con i seguenti caratteri Monotype (nello stesso ordine): Arial, Times New Roman e Courier New, i caratteri comunemente più utilizzati su sistemi operativi Microsoft Windows e su Office. Liberation Sans e Liberation Serif sono stati ottenuti rispettivamente da Ascender Sans e Ascender Serif; Liberation Mono utilizza il modello di base di Ascender Sans e Ascender Uni Duo.
Sono distribuiti con la licenza GNU General Public License, con l'avvertenza che i documenti che incorporano questi caratteri non vengono automaticamente a cadere sotto la licenza GNU GPL. In questo modo, questi caratteri permettono ai sistemi FLOSS di avere font di alta qualità metrico-compatibile con il software Microsoft.

## Storia
I caratteri, come Ascender Sans e Ascender Serif, sono stati sviluppati da Steve Matteson di Ascender Corp..
Una variante di questa famiglia di caratteri, con l'aggiunta di un carattere a spaziatura fissa e la licenza open-source, è stata prodotta da Red Hat con il nome di Liberation font.
I caratteri sono stati sviluppati in due fasi: nella prima fase è stato prodotto un insieme di caratteri pienamente utilizzabili, ma che non avevano la capacità di pieno hinting. La seconda fase ha reso disponibili, all'inizio del 2008, il pieno hinting dei font.
Il Progetto Fedora, a partire dalla versione 9, ha usato versioni del font Liberation con caratteristiche leggermente riviste rispetto al contribuito di Ascender: tra queste, si ha uno zero barrato e alcune modifiche apportate a beneficio dell'internazionalizzazione.

## Caratteristiche
Liberation Sans e Liberation Serif corrispondono strettamente alle metriche di caratteri di Monotype Corporation: rispettivamente Arial e Times New Roman.
Liberation Mono ha uno stile più vicino al Liberation Sans che al Courier New di Monotype, anche se la sua metrica corrisponde a quella del Courier New.
I caratteri Liberation sono intesi come un'alternativa libera e open source ai caratteri citati.
Confronto tra la versione iniziale dei caratteri Liberation e quelli con cui sono compatibili:

Confronto tra la versione iniziale dei caratteri Liberation e quelli con cui sono compatibili
Confronto tra Liberation Sans e Arial
Confronto tra Liberation Serif e Times New Roman
Confronto tra Liberation Mono e Courier New

Tutti e tre i tipi di carattere supportano codici di pagina 437, 737, 775, 850, 852, 855, 857, 860, 861, 863, 865, 866, 869, 1250, 1251, 1252, 1253, 1254, 1257, il set di caratteri Macintosh (US roman), e il set di caratteri OEM di Windows,